# Bonny Hicks
Bonny Hicks (ur. 5 stycznia 1968 w Malezji, zm. 19 grudnia 1997 w okolicach Palembang) – singapurska pisarka i modelka.

## Życiorys
Bonny Hicks urodziła się 5 stycznia 1968 w Malezji, jako córka Betty Soh i Rona Hicksa, żołnierza Royal Air Force. Gdy miała rok przeprowadziła się do Singapuru. Bonny Hicks została zauważona przez projektanta mody i wkrótce została zaprezentowana w sesji zdjęciowej dla nowej linii ubrań projektanta. 5 lat później dołączyła do agencji modelek i stała się jedną z najbardziej znanych Singapurskich modelek, pojawiając się na okładkach magazynów mody.
W 1990 roku napisała swoją książkę Excuse Me, Are You A Model?, a w 1992 książkę Discuss Disgust. W 1992 zamieszkała w Dżakarcie, w Indonezji, gdzie pracowała w branży reklamowej. Właśnie tam poznała swojego narzeczonego amerykańskiego architekta Richarda Dalrymple.
Powróciła do życia publicznego w Singapurze w 1997 roku, opublikowała wtedy artykuł The Straits Times17. Złożyła też wtedy podania na uniwersytetach w Wielkiej Brytanii i Stanach Zjednoczonych, aby studiować Filozofię.
19 grudnia 1997 leciała z Dżakarty do Singapuru, samolot linii SilkAir, którym leciała rozbił się na rzece Musi z 104 osobami na pokładzie. Zginęli wszyscy znajdujący się na pokładzie samolotu. Bonny Hicks miała wówczas 29 lat.